# Zostera noltii
Zostera noltii là một loài thực vật có hoa trong họ Zosteraceae. Loài này được Hornem. miêu tả khoa học đầu tiên năm 1832.